# كلود بوفنوار
كلود بوفنوار (3 يناير 1832 - 11 فبراير 1898) (بالفرنسية: Raymond Saleilles)‏ هو محامي وأستاذ قانوني فرنسي.

## مسيرته
وُلد بوفنوار في 3 يناير 1832 بمدينة أوتون.
حصل على الجائزة الأولى في مسابقة التجميع في كلية الحقوق في ديجون عام 1856، أصبح أستاذا في عام 1867.
توفي في 11 فبراير 1898 بمدينة باريس.